# 森本太郎
森本 太郎（もりもと たろう、1946年11月18日 - ）は、日本のギタリストで日本の音楽プロデューサーである。元ザ・タイガースのメンバーでもある。
京都府京都市出身。立命館高等学校卒業。

## 略歴
1967年2月5日、ザ・タイガースのギタリストとしてシングル「僕のマリー/こっちを向いて」でデビュー。愛称は『タロー』。ザ・タイガースの8枚目のシングルおよびアルバム「ヒューマン･ルネッサンス」に収録された『青い鳥』の作詞作曲を担当し、メンバー内でいち早くそのソング・ライティング能力を開花させ、後年プロデューサーとして活躍する才能の片鱗を既に見せていた。
1969年、メンバーの加橋かつみの脱退を受け、ベーシストの岸部一徳の弟、岸部四郎を新メンバーとして加入させる。G.S.ブームが急激に退潮していく中、1971年1月24日、日本人バンドとしては初の単独日本武道館公演となった「ザ・タイガース・ビューティフル・コンサート」をもってザ・タイガースは解散した。
1971年に 「タローとアルファベッツ」を結成するが、シングル2枚、活動期間約1年半で解散。
1973年には「森本タローとスーパースター」を結成。シングル3枚、アルバム1枚のリリースするが、約2年で解散する。1999年5月22日、森本太郎、海老沢雄一、辺見聖の3人で再結成。同年11月13日にサポート･メンバーに村田勝美、池田久枝を加えて活動し、後に彼らも正式メンバーとなる。同バンドはメンバーは逐次変更されているが、現在に至るまで活動を続けている。
「森本太郎とスーパースター」解散後は芸能プロダクションの芸映に入社。音楽プロデューサーとしても活躍し、西城秀樹、レイジー、河合奈保子を手掛けたことが知られている。1982年に芸映を独立して音楽事務所オフィスタローを設立、リフラフ（TRFのSAMが在籍）を送り出したが、1997年に事務所が倒産。連帯保証人だった岸部四郎に5000万円の負債が加わり、四郎も翌年自己破産を申請している。
1981年 - 1982年には、再結成したザ・タイガースにも参加、自身が作曲した「色つきの女でいてくれよ」（作詞は阿久悠）がヒットチャートの上位にランクインする。1988年には、加橋かつみと岸部シローの呼びかけで「タイガース・メモリアル・クラブ・バンド」を結成し、シングル3枚、マキシ・シングル1枚、アルバム2枚、シングルカセット1巻をリリースした。1992年には、G.S.クラブ（アイ高野、岡本信、真木ひでと、三原綱木、森本太郎）名義でシングル「元気な背番号」を、1993年には、岩本恭生、加橋かつみ、岸部四郎と共に「ザ・タイガースマニア」を結成。シングル「涙のロマンス｣をリリースした。その他、1991年加橋かつみと共にMi-Keの1stアルバム「想い出のG.S.九十九里浜」で「落葉の物語」のコーラスで参加。他にアイ高野、真木ひでと、かまやつひろしなどもそれぞれの歌で参加した。1997年には沢田研二、岸部一徳と共にロックユニット「TEA FOR THREE」を結成（現在活動休止中）。1998年ソロ活動を始め、11月18日の誕生日に初のソロ・ライヴを行い、岸部一徳もゲスト出演した。現在は「森本太郎とスーパー・スター」を率いて月に一度のペースで公演を行っており、精力的に活動している。毎年行われるバースデーライブには沢田研二や岸部一徳のほか、藤山直美、ベンガルなど親交のある俳優も祝福にかけつけている。
※「ザ・タイガース」については「沢田研二」の項も参照のこと。
2008年に甥がクラブ系男女ユニット・Ceiling Touchとしてメジャー・デビューしている。12月には沢田研二、岸部一徳とともに、ザ・タイガースのドラマーで当時、高校教師の瞳みのると38年振りの再会を果たした。
2011年9月8日から2012年1月24日にかけて、瞳みのる、岸部一徳とともに沢田研二のライブツアーにゲスト出演し、全国38か所でコンサートを行った。
2013年12月3日から27日にかけて、加橋かつみを加えたオリジナルメンバーによるザ・タイガース復活コンサートを東京ドームを含む全国にて8公演を行った。
2016年11月19日、ラゾーナ川崎プラザにて古稀祝のライブ「My Memories in My Life」を開催。客席にザ・タイガースのオリジナルメンバーが揃い、アンコールで全員登壇。森本太郎に祝福のメッセージを送ると共に、森本太郎作曲2作「青い鳥」「色つきの女でいてくれよ」を演奏。2013年の東京ドーム以来のザ・タイガース復活となった。
2017年8月、大阪と東京で、瞳みのるとのジョイントライブ「The Tigers' songs」を開催。ザ・タイガースのオリジナルと当時演奏していたカバー曲のみのステージで客席を楽しませた。2018年2月にも大阪、名古屋で開催。以降、不定期ではあるが、ジョイントライブを開催している。
2017年10月、森本太郎作曲の作品を収録したアルバム「Taro Morimoto Song Collection『青い鳥』」をリリース。初めての楽曲「青い鳥」から吉沢京子、トワ・エ・モワ、北大路欣也など多くの歌手への提供曲まで、全36曲を収録している。
2024年6月25日、さいたまスーパーアリーナにて沢田研二75歳バースデーライブに、瞳みのる、岸部一徳と共にゲスト出演し、19000人の観客を喜ばせた。この模様はWOWOWにて生中継され、大きな話題となった。
2023年12月18日、六本木EXシアターにて、喜寿バースデーライブを開催。全曲、本人の作品のみというレアなセットリストで、ザ・タイガースはもちろん、Tea For Three、スーパースター、沢田研二への提供曲などを披露した。トークコーナーでは、沢田研二、瞳みのる、岸部一徳と共にファニーズ時代の思い出を語った。

## タローとアルファベッツ

### メンバー
森本タロー　元ザ・タイガースLeader & Lead Guitar
武田弘美Vocal
海老沢雄一　元ムーディ・ナイツ、元スクール・メイツBass & Vocal
綿岡誠一Drums & Vocal
多田義人Side Guitar & Vocal
西信行　元レオ・ビーツKeyboads & Vocal

## 森本太郎とスーパースター
1999年以来再結成して活動を続ける森本のバンド。メンバーは常に流動的だが、脱退者を含めてGS関係者を中心に豪華で多彩な顔触れを揃える。長く銀座のライブハウスを拠点に月1のライブを活動の柱としているが、2008年に1stミニアルバムをリリース。今後はオリジナル曲の比重を高めていくとしている。
2009年11月22日、再結成10周年コンサートを新橋ヤクルトホールで開催し、岸部一徳がゲストとして登壇した。
2010年、2枚目のアルバム「TO MY LOVE」をリリース。
2012年11月19日、瞳みのるとのジョイントコンサート「Childhood Friend」を中野サンプラザで開催。
2014年11月21日、新橋ヤクルトホールで「再結成15周年コンサート」を開催。岸部一徳と長男岸部大輔、岸部四郎がゲスト出演した。
2018年5月20日-25日、ハワイ、ホノルルのライブハウスで初めての海外ライブを敢行。
2019年11月6日、EX THEATER ROPPONGIで、「森本タローとスーパースター再結成20周年記念ライブ」を開催。沢田研二、岸部一徳、瞳みのるがゲスト出演し、ザ・タイガースの楽曲を4曲演奏した。

### メンバー
森本太郎 元ザ・タイガース、元タローとアルファベッツ、元タイガース・メモリアル・クラブ・バンドGuitar & Vocal
速水清司 元ジプシー・ブラッド、元井上堯之バンド、元大野克夫バンド、元萩原健一&Don Juan Rock'n'Roll BandGuitar & Vocal
清水仁 元オフコースBass & Vocal
村田勝美 元ハイソサエティー、元スーパーエイジスDrums & Vocal
遠山裕 元ローズマリー、元リューベン&カンパニー、L⇔R、黒沢健一、フォーリーブス等のサポートメンバーKeyboards & Vocal

### 旧メンバー
海老沢雄一 元タローとアルファベッツ、元九官鳥、元アルファルファVocal & Bass
辺見聖 元アルファルファGuitar & Vocal
和田泰三 元アルファルファ、元(再結成の)ザ・タイガースのサポートメンバーKeyboads
山本真澄Bass & Vocal
江原剣二Drums
池田久枝Keyboads & Vocal
ヒロ 元JeffVocal
鈴木洋行　元ダウン・タウン・ブギウギ・バンドDrums
柳光和博　元プロボクサーOPBFスーパーフライ級チャンピオンVocal

## 主なレパートリー
- オリジナル - 「J.S.T.ROCK'N'ROLL」、「夢追いかけた若い日」、「Long Good-by」、「深愛」、「Kiss」など。
- ザ・タイガース - 「僕のマリー」、「シーサイド・バウンド」、「モナリザの微笑」、「君だけに愛を」、「落葉の物語」、｢銀河のロマンス｣、「花の首飾り」、｢シー・シー・シー｣、「廃虚の鳩」、「青い鳥｣、｢生命のカンタータ」、「忘れかけた子守唄」、｢割れた地球｣、｢風は知らない」、「坊や祈っておくれ」、「都会」、「はだしで」、「十年ロマンス｣、「色つきの女でいてくれよ」、「LOOK UP IN THE SKY」、「涙のシャポー」、「夢のファンタジア」など。
- PYG - 「自由に歩いて愛して」
- 大野克夫バンド - 「名探偵コナン･メイン･テーマ〜太陽にほえろ!」
- ビートルズ - 「オール・マイ・ラヴィング」、「アイ・フィール・ファイン」、「恋におちたら」、「今日の誓い」、「ホワイル・マイ・ギター・ジェントリー・ウィープス」など。
- ビージーズ - 「To Love Somebody」、「マサチューセッツ」、「Holiday」、「I Started A Joke」、「I've Gotta Get A Message To You（獄中の手紙）」など。
- ローリング・ストーンズ - 「ホンキー・トンク・ウィメン」「ルビー・チューズデイ」
- ハーマンズ・ハーミッツ - 「ヘンリー8世君」
- ゾンビーズ - 「Time of the Season（ふたりのシーズン）」「She's Not There」
- デイヴ・クラーク・ファイヴ - 「Because」
- モンキーズ - 「デイドリーム・ビリーバー」「I Wanna Be Free」
- レインボウズ - 「バラ・バラ」
- クリスティー - 「イエロー・リバー」
- C.C.R. - 「I Put A Spell On You」
- イーグルス - 「テイク・イット・イージー」
- トミー・ジェイムス&ザ・ションデルズ - 「Hanky Panky」
- レーン&リー・キングス - 「Stop The Music」
- ザ・ベンチャーズ - 「ワイプアウト」
- スリー・ドッグ・ナイト - 「オールド・ファッションド・ラヴ・ソング」「ジョイ・トゥ・ザ・ワールド」
- アニマルズ - 「C. C. ライダー」
- ニルソン - 「ウィズアウト・ユー」
- ヴァニラ・ファッジ - 「ユー・キープ・ミー・ハンギン・オン」

ほか。

## メンバーチェンジのため演奏を止めたレパートリー
- オリジナル - 「望郷の旅」、「幸橋のたもとで」、「若すぎた愛」、「青春」
- ザ・タイガース - 「新世界」、「朝焼けのカンタータ」
- タローとアルファベッツ - 「ふるさと」、「ママのいない朝」
- サリー&シロー - 「どうにかなるさ」
- 沢田研二 - 「君をのせて」、「あなたへの愛」、「ある青春」、｢ブルーバード ブルーバード｣
- TEA FOR THREE - 「君を真実に愛せなくては他の何も続けられない」、「あなたが見える」、「僕の空」
- Jeff - 「涙の想い出」
- トム・ジョーンズ - 「ウィズアウト･ラヴ」
- エルトン・ジョン - 「ユア･ソング」
- ヘレン・レディ - 「I Believe in Music」
- イーグルス - 「ホテル･カリフォルニア」
- キャロル・キング - 「You've Got A Friend（君の友だち）」、「It's Too Late」など。
- 未レコーディング曲 - 「憎い奴」（海老沢雄一の作品）

など。

## 主な出演作

### 映画
- ドリフターズですよ!前進前進また前進 1967年 東宝
- ザ・タイガース 世界はボクらを待っている 1968年 東宝
- ザ・タイガース 華やかなる招待 1968年 東宝
- ザ・タイガース ハーイ!ロンドン 1969年 東宝
- 喜劇　右むけェ左! 1970年　渡辺プロ
- ぼくと、ぼくらの夏 1990年 マコ･エンタープライズ
- 苦い蜜 2010年

## 主な提供曲
- サリー&シロー - 「白い街」、「サンシャイン・フォー・ユア・スマイル」
- 吉沢京子 - 「幸せってなに?」、「知らない人の群のなかを」、「雨あがりの恋」、「そっとしといてネ!」、「星を買いにゆこう」、「見ないでネ」
- アルファード - 「涙の想い出」、「帰らぬ少年」
- Jeff - 「涙の想い出」（アルファードと同一曲）
- 加橋かつみ - 「ひとり」
- 沢田研二 - 「ブルーバード・ブルーバード」、「Long Good-by」
- 青山裕司 - 「She's Miss」
- 横浜市立能見台小学校校歌

など

## ディスコグラフィ

### タローとアルファベッツ
シングル
- ふるさと/二人だけの結婚式
- ママのいない朝/恋人のできる頃

### 森本太郎とスーパースター
シングル
- 望郷の旅（朝日放送・TBS系テレビドラマ「助け人走る」主題歌）/幸橋のたもとで
- 若すぎた愛/太陽のロマン
- さよならは僕のもの/どこへでも
- A Lot of Good Friends（2019年11月6日、再結成20周年記念ライブにて発売開始）

アルバム
- 若すぎた愛

1. 若すぎた愛
2. 太陽のロマン
3. 君を忘れて
4. 白い船
5. 愛の輝き
6. 青春
7. イエスタディ・ワンス・モア
8. やさしく歌って
9. すべてわかる
10. ウィズアウト・ラブ
11. ユア・ソング
12. わかれ

- J.S.T. ROCK'N'ROLL

1. J.S.T. ROCK'N'ROLL（作詞・作曲・編曲:森本太郎）
2. 坊や祈っておくれ（作詞:岸部一徳　作曲:森本太郎　編曲:遠山裕）
3. 夢追いかけた若い日（作詞・作曲・編曲:森本太郎）
4. Long Good-by（作詞:岸部一徳/沢田研二　作曲・編曲:森本太郎）

「ザ・タイガース」をテーマに制作されたミニ・アルバム。タイガース時代の未発表曲などを収録し、「Long Good-by」は元メンバーの瞳みのるに捧げた楽曲で、沢田研二のアルバム「ROCK'N ROLL MARCH」にも沢田のヴァージョンで収録。
タイトルは「Julie、Sally、TaroのROCK'N'ROLL」の意味。
- To My Love

1. 深愛（作詞・作曲:森本太郎）
2. 夢の中の君（作詞:森本太郎　作曲:遠山裕）
3. 愛に答えられなくて（作詞:森本太郎　作曲:清水仁）
4. 真の友（作詞:森本太郎　作曲:速水清司）
5. Kiss（作詞・作曲:森本太郎）
6. いつかきっと（作詞・作曲:森本太郎）
7. 哀愁のあの街（inst.）（作曲:森本太郎）

### タイガース・メモリアル・クラブ・バン ド
シングル
- 懐かしきラブ・ソング
- 君よ女神のままに
- ブルー・シャトゥを君だけに/G.S.が好きさ好きさ好きさ
- 未来への花束
- OH OH OH 〜We are the Winners〜

アルバム
- タイガース・メモリアル・クラブ・バンド
- タイガース・メモリアル・クラブ・バンド Ⅱ　「ぼくと、ぼくらの夏」

ビデオ
- G.Sフェスティバル
- 懐かしきラブ・ソング

### G・S・C
シングル
- 元気な背番号（C/Wは、真木ひでと「元気の星'92」）

### ザ・タイガースマニア
シングル
- 涙のロマンス

### TEA FOR THREE
シングル
- 君を真実に愛せなくては他の何も続けられない

### Taro Morimoto Song Collection
- 全36曲

その他
- 沢田研二のシングル「来タルベキ素敵」のC/W、「愛にしよう」、「僕の空」

### その他
- ムー（荒木一郎、森本太郎）　「ムー一族」サウンド･トラック
- Mi-Ke　アルバム「想い出のG.S.九十九里浜」